# Dictionnaire critique de la langue française (Féraud)
Der Dictionnaire critique de la langue française ist ein Wörterbuch der französischen Sprache, das 1787/1788 in Paris erschienen ist. Der Verfasser war Jean-François Féraud.

## Geschichte
Nachdem sein Dictionnaire grammatical 1768 in 2. überarbeiteter Auflage erschienen war, nutzte Féraud das Material dieses Schwierigkeitenwörterbuchs in einem definierenden Gesamtwörterbuch von 2400 Seiten, dem er wegen seines reichen Kommentarmaterials den Titel Dictionnaire critique gab. Im Vorwort (S. III) insistierte er auf dem grundlegenden Unterschied („ouvrage tout différent“) zwischen dem früheren Dictionnaire grammatical und dem jetzigen Dictionnaire critique. Der Dictionnaire grammatical war nur eine alphabetisch angeordnete Grammatik („grammaire alphabétique“). Hingegen ist der Dictionnaire critique ein vollständiges Wörterbuch („où la langue est complètement analysée“) samt einer immensen Zahl von Bemerkungen und Beobachtungen („un nombre immense de remarques et d‘observations“).
Féraud hat in der Zeit zwischen 1785 und 1805 an einer Ergänzung (Supplément) gearbeitet. Das Manuscript umfasst 820 Seiten in 3 Bänden im Quarto-Format. Das Manuscript galt lange als verschollen und wurde erst 1965 von Pierre Larthomas in einer Pariser Bibliothek entdeckt. Eine Facsimile-Ausgabe wurde 1987 von der Groupe d’Etudes du Dictionnaire Critique veröffentlicht.

## Auflagen
- Dictionnaire critique de la langue française. 3 Bde. Mossy, Marseille 1787–1788. Niemeyer, Tübingen 1994. 
  - A–D, 840 Seiten.
  - E–N, 755 Seiten.
  - O–Z, 848 (+ 4) Seiten
- Suplément du Dictionnaire critique de la langue française. 3 Bde. École Normale Supérieure de Jeunes Filles, Paris 1987–1988. (A–D, E–N, O–Z)

## Internetpräsenz
Das gesamte Material (einschließlich des Suplément) ist vom ATILF (Analyse et traitement informatique de la langue française) in vorbildlicher Weise erschlossen worden und im Internet frei zugänglich.

## Widmung
Das Wörterbuch war Jean-de-Dieu-Raymond de Boisgelin de Cucé gewidmet.